# Fritz Albert Lipmann
Pour les articles homonymes, voir Lipmann.
Fritz Albert Lipmann, né le 12 juin 1899 à Königsberg (Empire allemand) et mort le 24 juillet 1986 à Poughkeepsie (États-Unis), est un biochimiste germano-américain.
Découvreur du coenzyme A, il a reçu le prix Nobel de physiologie ou médecine de 1953 en même temps que Hans Adolf Krebs.

## Biographie
Né en 1899 à Koenigsberg en Allemagne (aujourd'hui Kaliningrad en Russie), Fritz Albert Lipmann est le fils de Leopold Lipmann, avocat, et de Gertrud Lachmanski.
Entre 1917 et 1922, il étudie dans les universités de Koenigsberg, Berlin et Munich et obtient son diplôme de médecine en 1924 à Berlin. Il opte alors pour une carrière de biochimiste et fait un stage en pharmacologie à l'université d'Amsterdam avant de retourner à Koenigsberg pour continuer des études de chimie avec le Professeur Hans Meerwein. Il devient par la suite l'élève d'Otto Meyerhof à l'institut de biologie Kaiser Wilhelm à Berlin puis Heidelberg, de 1926 à 1930,. 

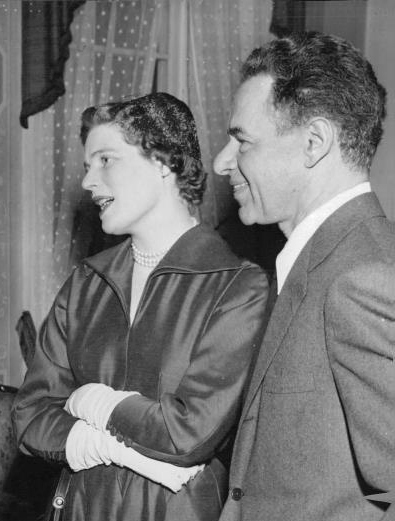
Lipmann avec sa femme, 1953

Il épouse Elfreda M. Hall en 1931 et ont un enfant, Steven.
En 1933 à l'arrivée des nazis au pouvoir, du fait de ses origines juives, il doit abandonner son travail et quitter l'Allemagne avec sa famille.
Il mène alors son activité scientifique à la fondation Carlsberg à Copenhague, puis à l'université Cornell à New York, puis à l'hôpital général du Massachusetts entre 1939 et 1941, avant de devenir professeur de chimie biologique à la Havard Medical School à Boston, puis à l'institut Rockefeller de New York en 1957.
En 1953, il est lauréat du prix Nobel de physiologie ou médecine (avec son compatriote Hans Adolf Krebs) « pour sa découverte du coenzyme A et de son importance dans le métabolisme intermédiaire ».
Il meurt le 24 juillet 1986 à Poughkeepsie, New York.